# Seznam náměstí v Praze
Tato stránka obsahuje seznam pražských náměstí. V seznamu jsou zahrnuta především ta prostranství, jejichž název obsahuje slovo „náměstí“, ale jsou zde i další prostranství s názvy jako například Uhelný trh, Stará obec nebo Na Kampě, která fakticky jsou také náměstími. Na druhou stranu některá prostranství jsou nazývána náměstími, ač tak na první pohled nevypadají (např. Dvorecké náměstí, Horovo náměstí, Trhanovské náměstí, Veronské náměstí či náměstí Bohumila Hrabala).Staré názvy a zrušená náměstí jsou zmíněny, zejména došlo-li ke změně od roku 1990. 
Náměstí jsou řazena abecedně. Názvy, které začínají slovem „náměstí“, jsou řazeny pod písmenem „N“, jak je obvyklé v nových vydáních plánů města.
Názvy jsou uváděny v plné verzi bez zkratek, pokud se taková verze používá. Pravopis slov za předložkou je uváděn v odborné variantě pravopisu podle Akademických pravidel českého pravopisu tak, jak je doporučuje odborná místopisná komise Rady HMP a jak jsou oficiálně schváleny a registrovány, tedy se zachováním rozlišení, zda slovo má povahu vlastního jména, nikoliv tedy podle zásad doporučovaných poradnou ÚJČ ČAV a aplikovaných v některých on-line mapách Prahy. Pravopis obecných označení a titulů mezi slovem „náměstí“ a jménem osoby je oproti oficiálnímu názvu přizpůsoben pravopisu podle PČP vydávaných od roku 1993. Podle pravidel českého pravopisu a vžité praxe se slovo náměstí, je-li na začátku názvu, píše s malým počátečním písmenem (například náměstí Míru), pokud není jiný důvod k tomu, aby písmeno bylo velké (například umístění na začátku věty, na začátku nadpisu, na začátku číslované položky seznamu nebo na začátku jiného vlastního jména, v němž je jméno náměstí obsaženo, například „stanice Náměstí Míru“).   
Za názvem náměstí je uvedena samosprávná městská část a katastrální území (katastrální čtvrť).  

## A

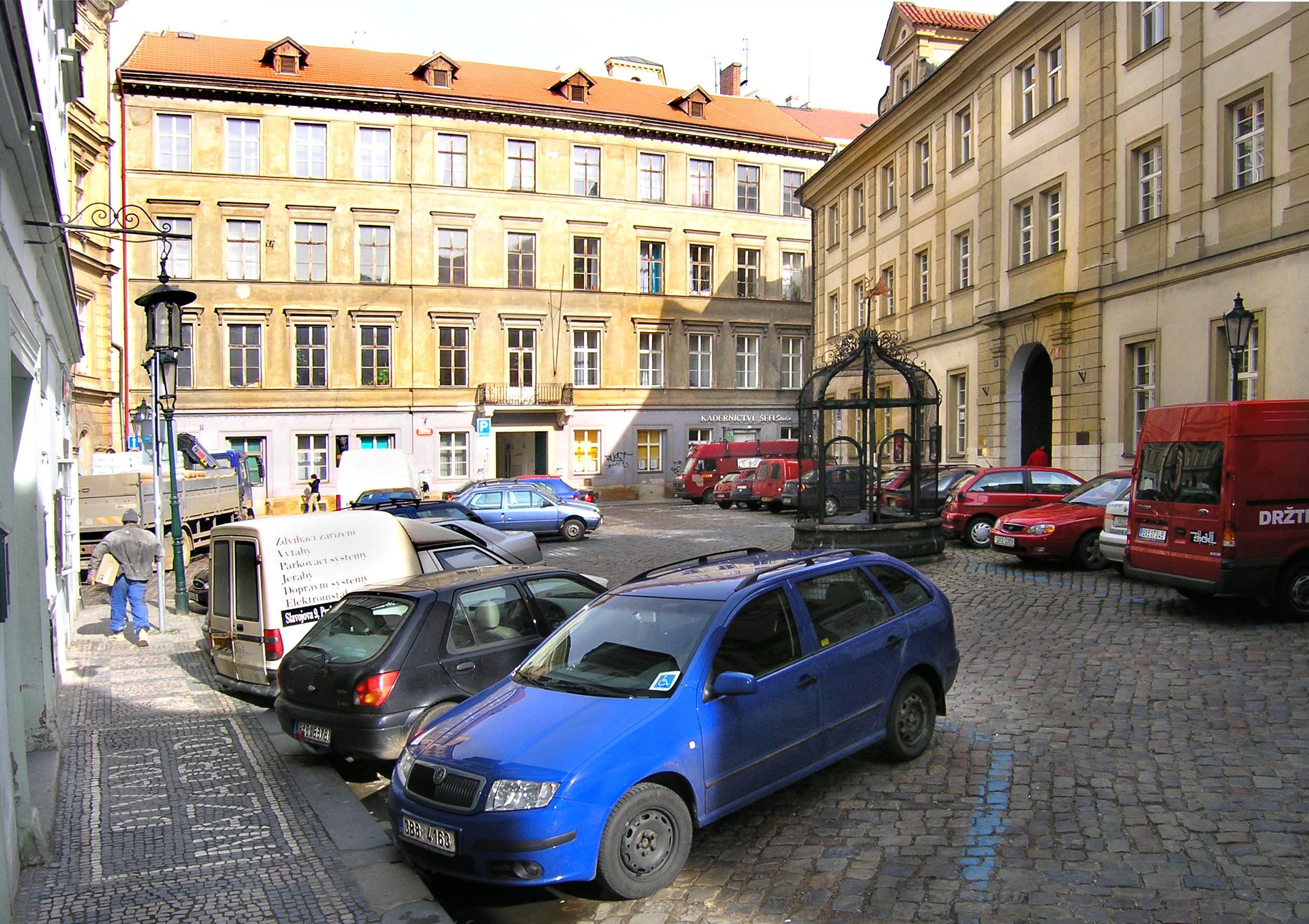
Anenské náměstí

- Anenské náměstí (Praha 1, Staré Město)
- Arbesovo náměstí (Praha 5, Smíchov)
- Aronovo náměstí (dříve Dolní náměstí), mezi ulicemi Štychova, Pod Mostem, Dolnokřeslická (název zrušen) (Křeslice)

## B
- Bachmačské náměstí (dříve náměstí A. V. Suvorova) (Praha 6, Dejvice)
- Basilejské náměstí (Praha 3, Žižkov)
- Baumanské náměstí (dříve Jiráskovo náměstí), název zrušen, dnes ulice U Modřanské Školy (Praha 12, Modřany)
- Betlémské náměstí (Praha 1, Staré Město)
- Bílenecké náměstí, (dříve Dolní náměstí) (Praha 8, Dolní Chabry)
- Botanické náměstí (Praha 5, Jinonice)
- Brandejsovo náměstí (Praha 6, Suchdol)
- Branické náměstí (Praha 4, Braník)
- Bratislavské náměstí, mezi ulicemi Spořilovská a Severní I, název zrušen (Praha 4, Záběhlice, Spořilov)
- Budějovické náměstí, název zrušen, dnes křižovatka ulic Olbrachtova, Budějovická, Vyskočilova

## D
- Dražického náměstí (Praha 1, Malá Strana)
- Družební náměstí, u stanice metra Opatov, název zrušen (Praha 11, Chodov)
- Dvorecké náměstí (Praha 4, Podolí)

## E
- Elsnicovo náměstí (Praha 8, Libeň)

## F

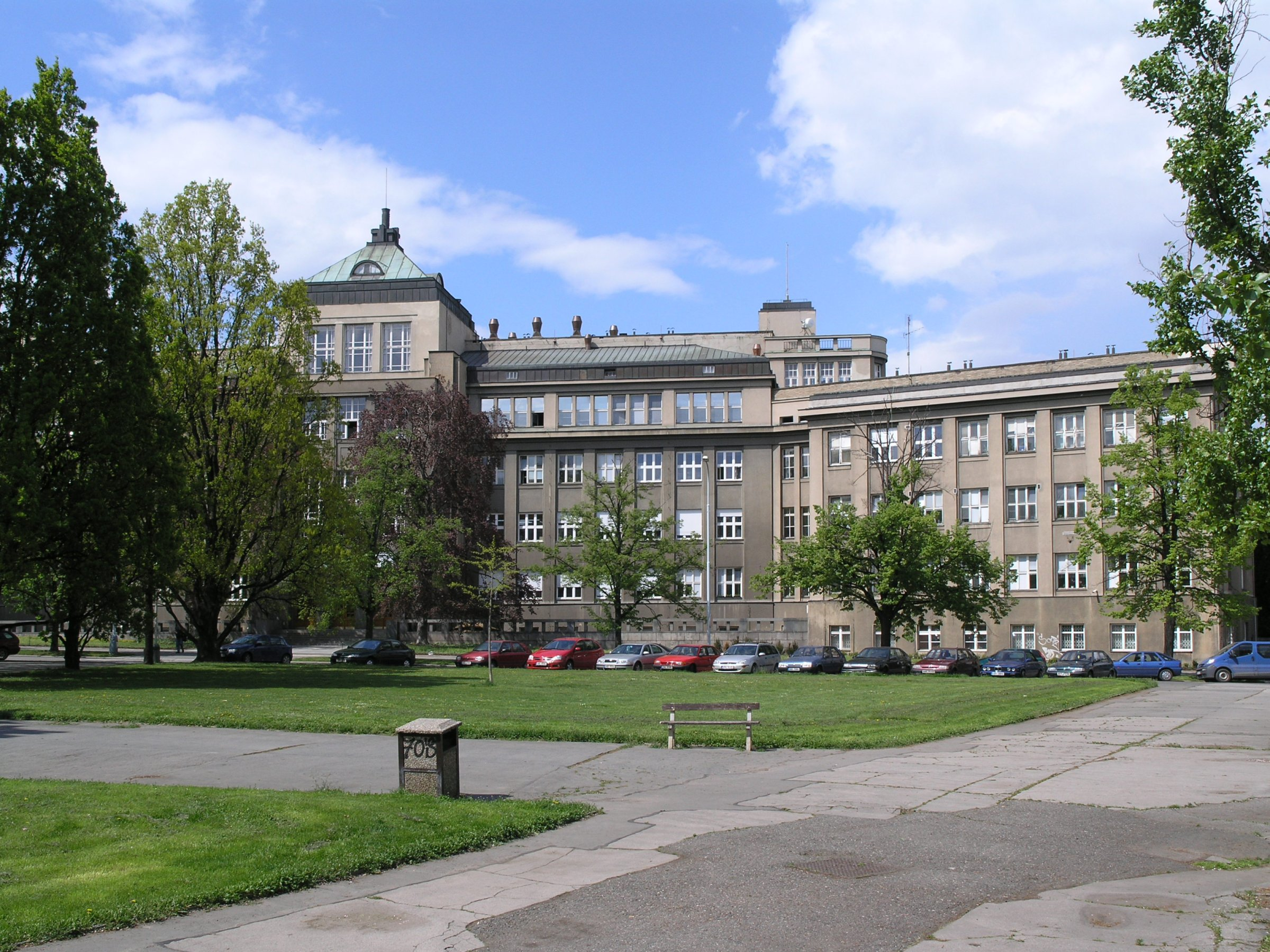
Flemingovo náměstí

- Farské náměstí, název zrušen, dnes jižní část Sněmovní ulice (Praha 1, Malá Strana)
- Flemingovo náměstí (Praha 6, Dejvice)
- Fügnerovo náměstí (Praha 2, Nové Město)

## H
- Haštalské náměstí (Praha 1, Staré Město)
- Havlíčkovo náměstí (Praha 3, Žižkov)
- Heyrovského náměstí (Praha 6, Veleslavín)
- Hokešovo náměstí (Praha 6, Přední Kopanina)
- Hollarovo náměstí (Praha 3, Vinohrady)
- Horní náměstí (Praha-Lysolaje)
- Horovo náměstí (Praha 8, Libeň)
- Horymírovo náměstí (Praha 16, Radotín)
- Hostivařské náměstí (Praha 15, Hostivař)
- Hradčanské náměstí (Praha 1, Hradčany)
- Hrušovanské náměstí, (dříve Horní náměstí) (Praha 8, Dolní Chabry)
- Husovo náměstí (dříve Kodetovo náměstí) (Praha 22, Uhříněves)

## Ch
- Chaplinovo náměstí (Praha 5, Hlubočepy)
- Chodovecké náměstí (dříve Máchovo náměstí) (Praha 11, Chodov)

## J
- Jiráskovo náměstí (Praha 2, Nové Město)
- Jírovcovo náměstí (Praha 11, Chodov)
- Jižní náměstí (Praha 4, Záběhlice)
- Jungmannovo náměstí (Praha 1, Nové Město)

## K

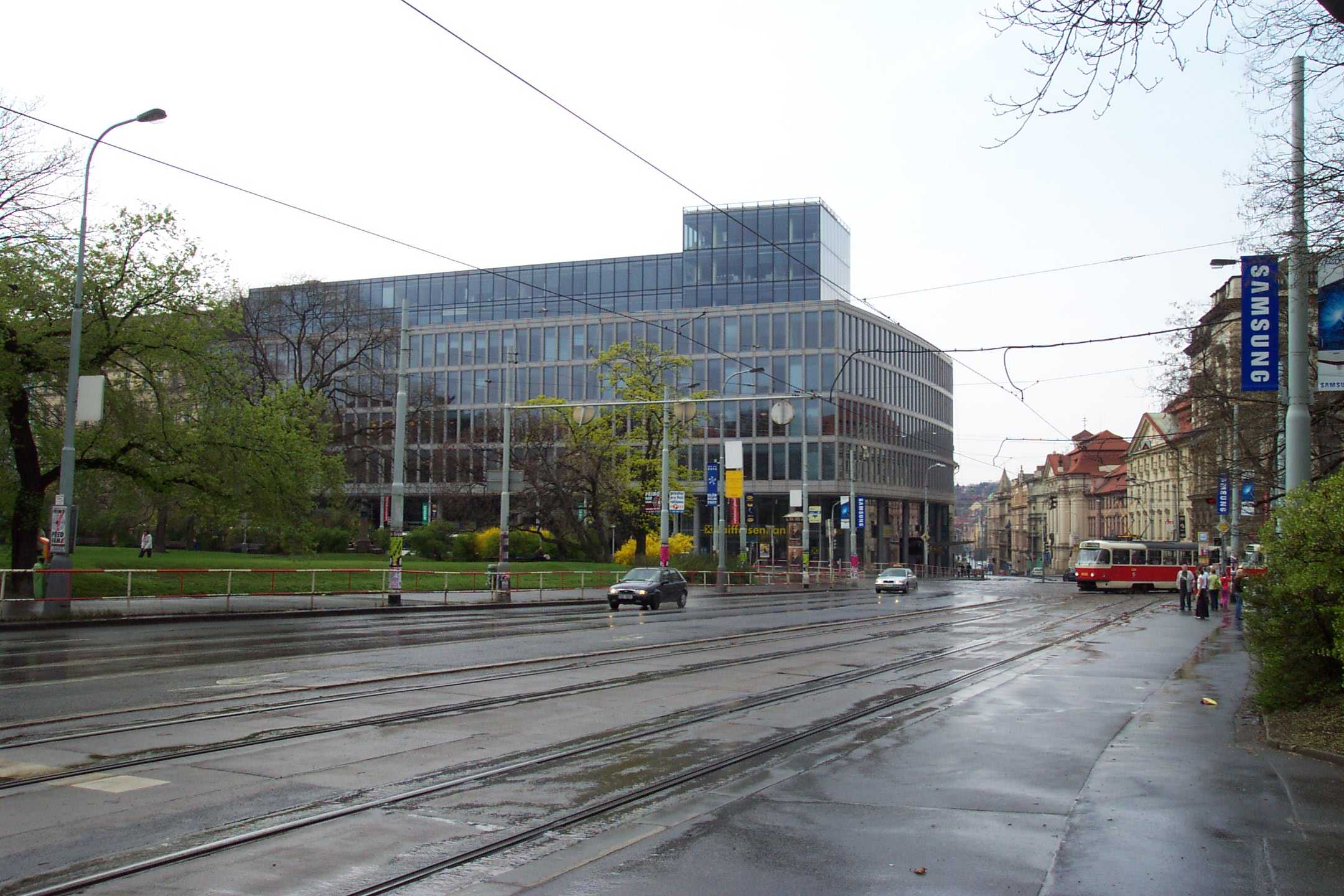
Karlovo náměstí

- Karlínské náměstí (Praha 8, Karlín)
- Karlovo náměstí (dříve Dobytčí trh) (Praha 2, Nové Město)
- Kašparovo náměstí (Praha 8, Libeň)
- Kateřinské náměstí (Újezd)
- Kobyliské náměstí (Praha 8, Kobylisy)
- Komenského náměstí (Praha 3, Žižkov)
- Komenského náměstí, horní část Vršovického náměstí, zrušeno kvůli duplicitnímu názvu (Praha 10, Vršovice)
- Koníčkovo náměstí (dříve Rudé náměstí) (Praha 8, Ďáblice)
- Kostelní náměstí (dříve Malinovského náměstí) (Praha 4, Kunratice)
- Kostnické náměstí (Praha 3, Žižkov)
- Košířské náměstí (Praha 5, Košíře)
- Kozinovo náměstí (Praha 15, Hostivař)
- Krčínovo náměstí (dříve náměstí Hrdinů) (Praha 14, Kyje)
- Krupkovo náměstí (Praha 6, Bubeneč)
- Kříženeckého náměstí (Praha 5, Hlubočepy)
- Křižovnické náměstí (Praha 1, Staré Město)
- Křovinovo náměstí (Praha 20, Horní Počernice)
- Kubánské náměstí (dříve náměstí Kubánské revoluce) (Praha 10, Vršovice)
- Kutnauerovo náměstí (Praha 6, Břevnov)

## L
- Letenské náměstí (Praha 7, Bubeneč)
- Lipenské náměstí (dříve Kozinovo náměstí) (Praha 14, Hostavice)
- Lipové náměstí (dříve Vrchlického náměstí) (Praha-Dubeč, Dubeč)
- Litochlebské náměstí (Praha 11, Chodov)
- Loretánské náměstí (Praha 1, Hradčany)
- Lyčkovo náměstí (Praha 8, Karlín)

## M
- Macharovo náměstí (dříve náměstí Na Ořechovce) (Praha 6, Střešovice)
- Malé náměstí (Praha 1, Staré Město)
- Malešické náměstí (Praha 10, Malešice)
- Malostranské náměstí (Praha 1, Malá Strana)
- Malšovské náměstí (dříve Žižkovov náměstí) (Praha 14, Hostivice)
- Maltézské náměstí (Praha 1, Malá Strana)
- Mariánské náměstí (dříve náměstí Dr. Primátora V. Vacka) (Praha 1, Staré Město)

## N

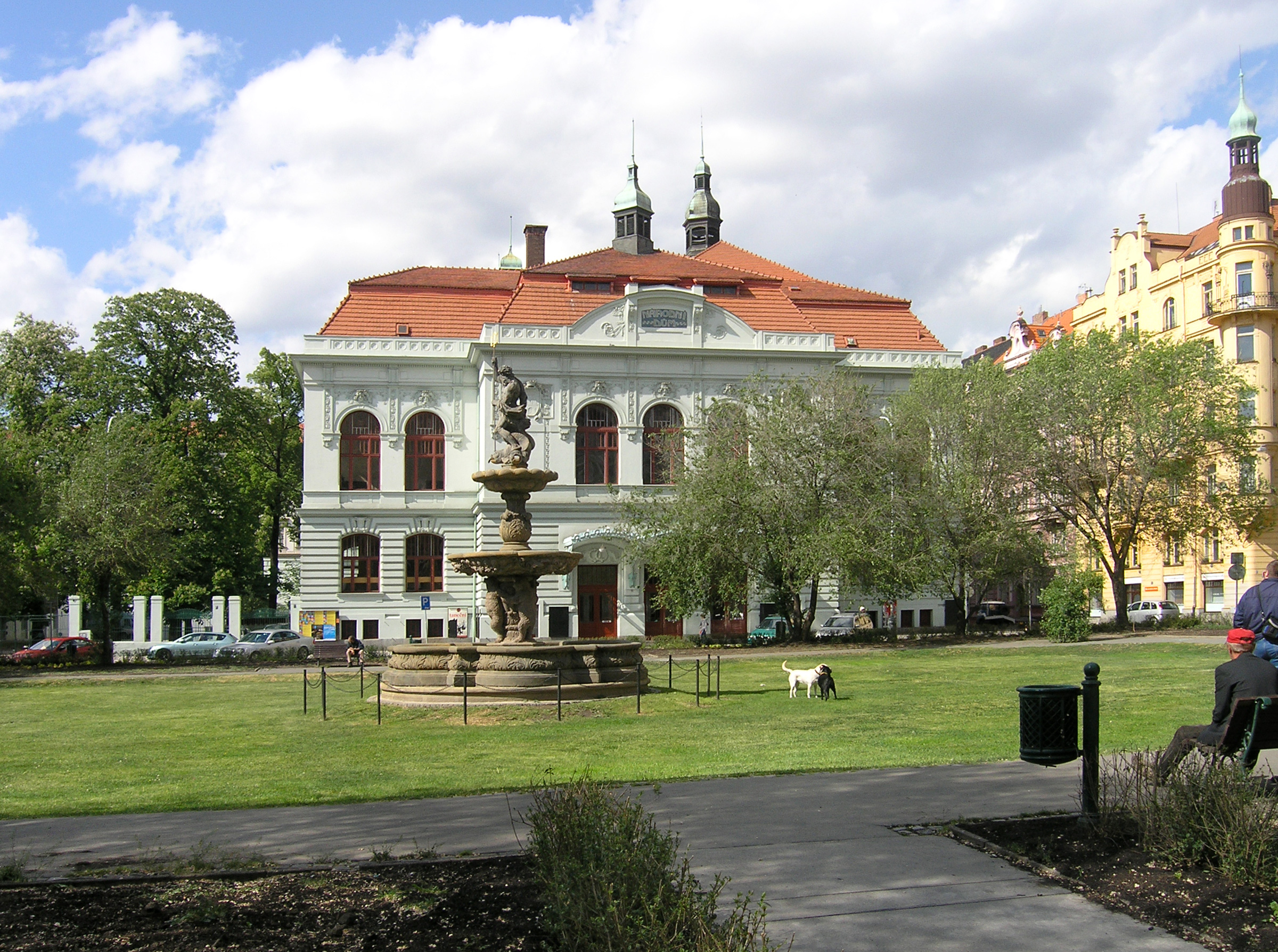
Náměstí 14. října

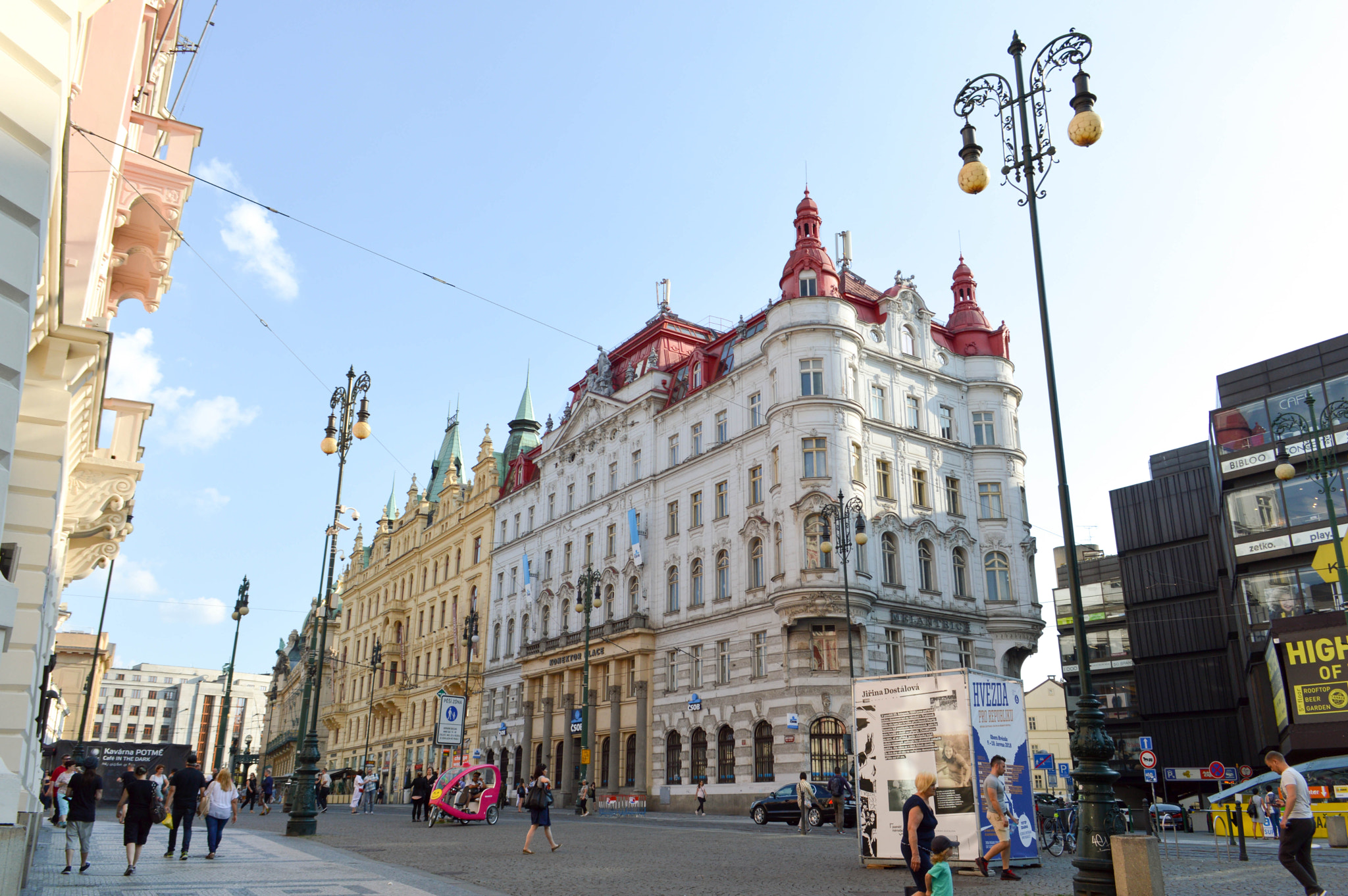
Náměstí Republiky

- Na Kampě (Praha 1, Malá Strana, Kampa)
- Na Rynku (dříve Buďonného náměstí) (Praha-Kunratice, Kunratice)
- náměstí 14. října (Praha 5, Smíchov)
- náměstí 25. března (Praha-Čakovice, Čakovice)
- náměstí Antonína Pecáka (Praha 12, Točná)
- náměstí Barikád (Praha 3, Žižkov)
- náměstí Bohumila Hrabala (Praha 8, Libeň)
- náměstí Borise Němcova (do roku 2020 náměstí Pod Kaštany) (Praha 6, Bubeneč)
- náměstí Bořislavka (Praha 6, Dejvice)
- náměstí Bratří Jandusů (Praha 22, Uhříněves) (oficiální název je s malým „b“)
- náměstí Bratří Synků (Praha 4, Nusle) (oficiální název je s malým „b“)
- náměstí Brumlovka, (zatím neoficiální název) (Praha 4, Michle)
- náměstí Curieových (dříve Janské náměstí) (Praha 1, Staré Město)
- náměstí Českého povstání (Praha 6, Ruzyně)
- náměstí Československé federace –  za stanicí metra Opatov - zrušeno, aniž bylo vybudováno (Praha 11, Chodov)
- náměstí Devítiletky (dříve Komenského náměstí) – u kostela Všech svatých v centru Slivence, název zrušen (Praha-Slivenec, Slivenec)
- náměstí Dr. Václava Holého (Praha 8, Libeň) (oficiální název je s malým „d“)
- náměstí Družby – prostranství před hotelem International, název zrušen (Praha 6, Dejvice)
- náměstí Františka Strašila (Praha 19, Kbely)
- náměstí Franze Kafky (dříve Kurný trh) (Praha 1, Staré Město)
- náměstí Generála Kutlvašra (dříve náměstí Pařížské komuny) (Praha 4, Nusle)
- náměstí Hedviky Vilgusové (Praha-Klánovice, Klánovice)
- náměstí Hloubětín (neoficiální název) (dříve Vetiškovo náměstí) (Hloubětín)
- náměstí Hrdinů (dříve Soudní náměstí) (Praha 4, Nusle, Pankrác)
- náměstí Chuchelských bojovníků (Praha-Velká Chuchle, Velká Chuchle)
- náměstí Interbrigády (Praha 6, Bubeneč)
- náměstí I. P. Pavlova (náměstí Velké Říjnové Revoluce) (Praha 2, Nové Město)
- náměstí Jana Palacha (dříve náměstí Krasnoarmějců) (Praha 1, Staré Město)
- náměstí Jiřího Berana (dříve Čakovické náměstí) (Praha-Čakovice, Čakovice)
- náměstí Jiřího z Lobkovic (dříve náměstí V. I. Čapajeva) (Praha 3, Vinohrady)
- náměstí Jiřího z Poděbrad (dříve náměstí Krále Jiřího) (Praha 3, Vinohrady)
- náměstí Josefa Machka (Praha 5, Košíře)
- náměstí Josefa Marata – zrušeno (Praha 15, Hostivař)
- náměstí Junkových (Praha 13, Stodůlky)
- náměstí Kinských (dříve náměstí Sovětských tankistů) (Praha 5, Smíchov)
- náměstí Kosmonautů (původně mezi ulicemi Mendelova a Opatovská) (Praha 11, Háje, Jižní Město)
- náměstí Mezi zahrádkami (Praha 10, Záběhlice, Zahradní Město)
- náměstí Mezinárodního dne dětí, před ZŠ Loučanská, název zrušen (Radotín)
- náměstí Miloše Formana (Praha 1, Nové Město)
- náměstí Míru (dříve Vinohradské náměstí) (Praha 2, Vinohrady)
- náměstí Na Balabence (dříve Benadovo náměstí) (Praha 9, Libeň)
- náměstí Na Farkáně (Praha 5, Radlice)
- náměstí Na Lužinách (Praha 5, Stodůlky, Lužiny)
- náměstí Na Proseku, dnes však jen jako ulice Na Proseku (Praha 9, Prosek)
- náměstí Na Santince (Praha 6, Dejvice)
- náměstí Na stráži (Praha 8, Libeň)
- náměstí Nad Šárkou - název zrušen, dnes ulice Nad Zlatnicí (Praha 6, Dejvice)
- náměstí Olgy Scheinpflugové (Praha 5, Hlubočepy, Barrandov)
- náměstí Omladiny (Praha-Velká Chuchle, Velká Chuchle)
- náměstí Organizace spojených národů (dříve náměstí Lidových milicí) (Praha 9, Vysočany)
- náměstí Osvoboditelů (Praha 16, Radotín)
- náměstí Padlých (Praha-Nebušice, Nebušice)
- náměstí Plukovníka Vlčka (Praha 14, Černý Most)
- náměstí Pod Emauzy (Praha 2, Nové Město)
- náměstí Pod lípou (dříve náměstí Mládežníků) (Praha-Slivenec, Holyně)
- náměstí Pod Platanem (Praha-Újezd, Újezd, Kateřinky)
- náměstí Práce, u stanice metra Háje, název zrušen (Praha 11, Chodov)
- náměstí Prezidenta Masaryka (dříve Stalingradské náměstí) (Praha-Kunratice, Kunratice)
- náměstí Protifašistických bojovníků (dříve Gottwaldovo náměstí) (Praha 22, Uhříněves)
- náměstí Před bateriemi (Praha 6, Střešovice, Na Bateriích)
- náměstí Přátelství (Praha 15, Hostivař, Slunečný vršek)
- náměstí Přátelství národů – naproti OC Opatovská - mezi poliklinikou Opatovská a Billou Křejpského, název zrušen (Praha 11, Chodov)
- náměstí Radost - neoficiální název (Praha 3, Žižkov)
- náměstí Republiky (Praha 1, Staré Město)
- náměstí Rudé armády, mezi ulicemi Květnového vítězství a Výstavní, název zrušen (Praha 11, Háje)
- náměstí Rudých odborů – mezi ulicemi Bachova a Podjavorinské, název zrušen (Praha 11, Chodov)
- náměstí Smiřických (dříve náměstí Mladé generace) (Praha 22, Uhříněves)
- náměstí Svatopluka Čecha (Praha 10, Vršovice)
- náměstí Svobody (Praha 6, Bubeneč)
- náměstí U lípy Svobody (Praha-Dubeč, Dubeč)
- náměstí U Lva (dříve Frolíkovo náměstí) (Praha-Řeporyje, Řeporyje)
- náměstí U Svatého Jiří (Praha 1, Hradčany)
- náměstí V Novém Hloubětíně – zrušeno (Praha 14, Hloubětín)
- náměstí Václava Havla (Praha 1, Nové Město)
- náměstí Ve Starém Hloubětíně (Praha 14, Hloubětín)
- náměstí Winstona Churchilla (dříve náměstí Antonína Zápotockého) (Praha 3, Žižkov)
- náměstí Zdenky Braunerové (Praha 14, Hostavice)
- Násirovo náměstí (dříve náměstí Ivana Olbrachta) (Praha 12, Modřany)
- Nedvědovo náměstí (Praha 4, Podolí)
- Nepasické náměstí (Praha-Klánovice, Klánovice)
- Nouzovské náměstí (Praha 19, Kbely)
- Novákovo náměstí (Praha 19, Kbely)
- Nové náměstí (Praha 22, Uhříněves)

## O
- Obchodní náměstí (dříve Tylovo náměstí) (Praha 12, Modřany)
- Ohradské náměstí (Praha 13, Stodůlky)
- Olšanské náměstí (Praha 3, Žižkov)
- Ortenovo náměstí (dříve Dimitrovovo náměstí) (Praha 7, Holešovice)
- Ostrčilovo náměstí (Praha 2, Nusle)
- Ovocný trh (Praha 1, Staré Město)

## P
- Palackého náměstí (Praha 2, Nové Město)
- Pávovské náměstí (Praha 14, Kyje)
- Pankrácké náměstí (Praha 4, Nusle, Pankrác)
- Petrské náměstí (Praha 1, Nové Město)
- Pětikostelní náměstí - název zrušen (dnes severní část Sněmovní ulice) (Praha 1, Malá Strana)
- Pošepného náměstí (Praha 11, Chodov)
- Prokopovo náměstí (Praha 3, Žižkov)
- Přímské náměstí (Praha-Klánovice, Klánovice)
- Puškinovo náměstí (Praha 6, Bubeneč)

## R
- Roztylské náměstí (Praha 4, Záběhlice, Spořilov)

## Ř
- Řeporyjské náměstí (dříve náměstí Družstevníků) (Praha-Řeporyje, Řeporyje)
- Řezáčovo náměstí (Praha 7, Holešovice)

## S

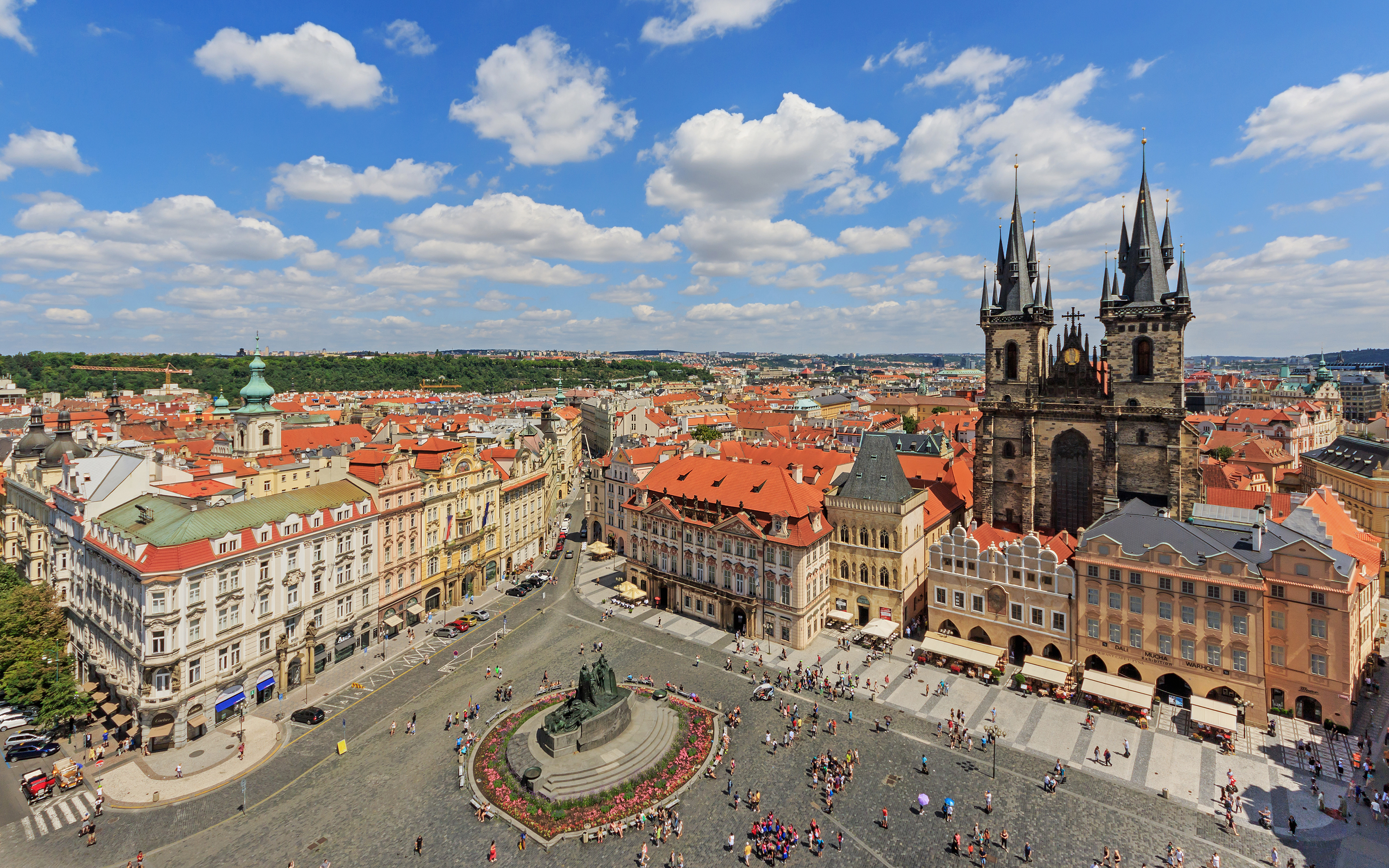
Staroměstské náměstí

- Senovážné náměstí (dříve náměstí Maxima Gorkého) (Praha 1, Nové Město)
- Schwaigrovo náměstí, název zrušen (Praha 6, Bubeneč)
- Sibiřské náměstí (Praha 6, Bubeneč)
- Sladkovského náměstí (Praha 3, Žižkov)
- Slaviborské náměstí (Praha-Čakovice, Třeboradice)
- Sluneční náměstí (dříve náměstí Astronomů) (Praha 13, Stodůlky)
- Sofijské náměstí (Praha 12, Modřany)
- Stará obec (dříve náměstí Svobody) (Praha-Dolní Počernice)
- Staré náměstí (Praha 6, Ruzyně)
- Stará náves (Praha 18, Letňany)
- Staroměstské náměstí (Praha 1, Staré Město)
- Strossmayerovo náměstí (dříve Kopeckého náměstí) (Praha 7, Holešovice, Bubny)
- Suchdolské náměstí (Praha-Suchdol, Suchdol)

## Š
- Škroupovo náměstí (Praha 3, Žižkov)
- Šostakovičovo náměstí (Praha 13, Stodůlky)
- Štollovo náměstí – před OC Růže, název zrušen (Praha 11, Jižní Město)
- Švandrlíkovo náměstí (Praha 11, Chodov)
- Švejcarovo náměstí (Praha 13, Stodůlky)

## T
- Tachovské náměstí (Praha 3, Žižkov)
- Tilleho náměstí (Praha 5, Hlubočepy)
- Trhanovské náměstí (Praha 15, Hostivař)
- Trnkovo náměstí (Praha 5, Hlubočepy)
- Tylovo náměstí (Praha 2, Vinohrady)

## U
- Uhelný trh (Praha 1, Staré Město)

## V

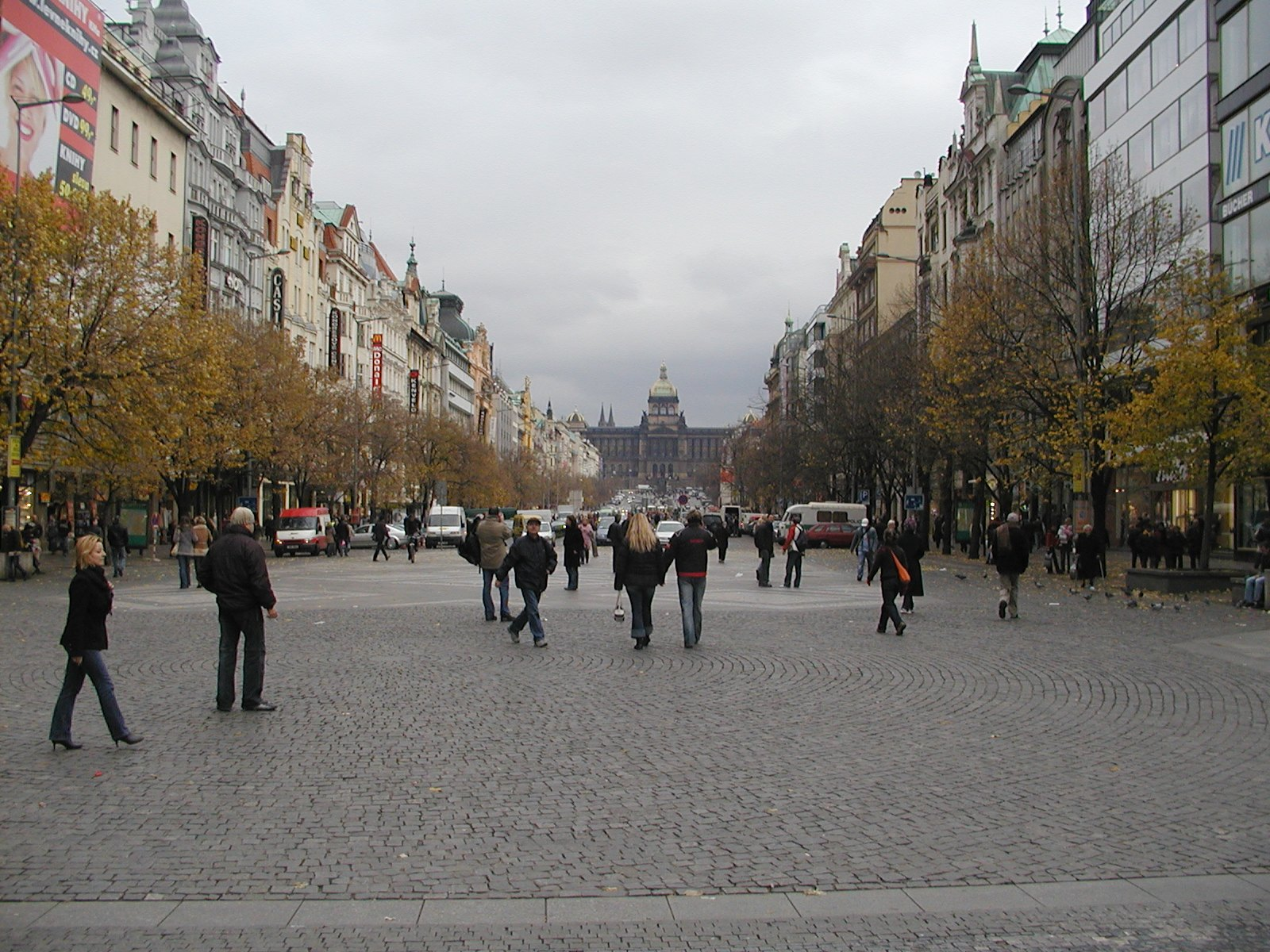
Václavské náměstí

- Václavské náměstí (dříve Koňský trh) (Praha 1, Nové Město)
- Valdštejnské náměstí (Praha 1, Malá Strana)
- Velkopřevorské náměstí (Praha 1, Malá Strana)
- Veronské náměstí (dříve Frunzeho náměstí) (Praha 15, Horní Měcholupy)
- Vetiškovo náměstí – název zrušen, dnes prostor neoficiálně nazýván "náměstí Hloubětín" (Praha 14, Hloubětín)
- Vimperské náměstí (Praha 4, Kunratice)
- Vinořské náměstí (dříve náměstí Vítězství lidu) (Praha-Vinoř, Vinoř)
- Vítězné náměstí (dříve náměstí Říjnové revoluce) (Praha 6, Dejvice)
- Vršovické náměstí (Praha 10, Vršovice)
- Výhledské náměstí (Praha-Suchdol, Suchdol, Výhledy)
- Východní náměstí (Praha 4, Záběhlice, Spořilov)
- Vysočanské náměstí (Praha 9, Vysočany)

## W
- Walterovo náměstí (Praha 5, Jinonice)

## Z
- Zbraslavské náměstí (Praha-Zbraslav, Zbraslav)

## Ž
- Žižkovo náměstí (Praha 3, Žižkov)